# Arrigo Pacchi
Arrigo Pacchi (Milano, 4 maggio 1933 – Milano, 18 gennaio 1989) è stato uno storico della filosofia italiano.
Dopo la laurea in filosofia all'Università degli Studi di Milano con una tesi in filosofia medievale, dedicò i suoi studi in particolare alla filosofia naturale di Thomas Hobbes e all'influenza del cartesianesimo in Inghilterra.

## Biografia
Nato a Milano nel 1933, si laureò in filosofia nel 1957 presso l' Università degli Studi di Milano, con uno studio di filosofia medievale sotto la guida di Mario Dal Pra. Nel 1969 fu chiamato alla cattedra di Storia della filosofia come professore associato alla Facoltà di Lettere e Filosofia dell'Università degli Studi di Milano; nel 1973 è professore ordinario, a capo della seconda cattedra di storia della filosofia. Nel 1984 succede a Mario Dal Pra per la stessa cattedra. A partire dal 1986 guidò il Dipartimento di Filosofia nella sua Università. Nel 1987 fu nominato Direttore del Centro per gli studi del pensiero filosofico nei secoli XVI e XVII collegati a questioni scientifiche, un ramo del Consiglio Nazionale delle Ricerche (CNR). Pacchi è stato editore della rivista Il Movimento di Liberazione in Italia dal 1957 al 1962, dove ha pubblicato numerose recensioni, alcune delle quali sono apparse in altre lingue. È diventato nel 1982 condirettore della Rivista di Storia della Filosofia, fondata da Mario Dal Pra nel 1947. Pacchi morì nel gennaio 1989 a Milano, all'età di 55 anni.

## Opera
Il primo lavoro di ricerca di Pacchi fu la sua tesi accademica dedicata allo studio di Giovanni di Jandun. Tra il 1958 e il 1960, Pacchi scrisse numerosi articoli sul filosofo francese che apparvero sulla Rivista Critica di Storia della Filosofia. Pacchi indirizzò quindi i suoi sforzi intellettuali allo studio della storia della filosofia moderna, prestando particolare attenzione alla personalità filosofica di Thomas Hobbes. Uno dei risultati del suo lavoro in questa direzione fu il libro, pubblicato nel 1965 dalla casa editrice "La Nuova Italia", Convenzione e ipotesi nella formazione della filosofia naturale di Thomas Hobbes.
Nel 1971 Pacchi pubblicò una breve monografia intitolata Introduzione a Hobbes. Il libro ha fornito un resoconto dello sviluppo intellettuale di Hobbes, dalla sua traduzione de La guerra del Peloponneso, ai dibattiti degli ultimi anni inclusa la scrittura di Behemoth, l'opera sulla guerra civile inglese. Successivamente Pacchi studiò il dibattito culturale in Inghilterra nel XVII secolo, con particolare attenzione all'influenza di René Descartes . Al termine delle sue ricerche sull'argomento, Pacchi pubblicò Cartesio in Inghilterra nel 1973. Nel 1976 contribuisce al volume collettivo "La Filosofia Moderna, Dal Quattrocento al Seicento", a cura di Mario Dal Pra, con quattro saggi. Erano dedicati, rispettivamente, alla filosofia della natura in Inghilterra da Fludd a Harvey, a Hobbes e ai trattati politici nel XVII secolo, alla Cambridge Platonic School e ai Latitudinari, e infine a Locke e la filosofia sperimentale. Pacchi dedicò inoltre la sua attenzione a nuovi problemi e nuovi autori nella storia della filosofia, successivamente pubblicando il libro La Materia, una storia concisa del concetto di materia, dagli inizi del concetto nell'antica Grecia alla ridefinizione dei significati del termine nel XIX e XX secolo.
Nel 1978, Pacchi curò una antologia dei maggiori filosofi materialisti del XIX secolo. Pacchi scrisse che, "nonostante la loro generale diffidenza verso la filosofia, i materialisti tedeschi ebbero due numi tutelari, sovente citati anche se non sempre compresi a fondo: Schopenhauer e Feuerbach. L’accostamento può sorprendere, ma non più di tanto, se si considera che questi due pensatori diedero voce, da posizioni pur molto lontane tra loro, alla più vivace e intransigente reazione anti-idealistica che si sia espressa in Germania nel secondo quarto del secolo”.
Nel 1979 Pacchi scrisse un saggio sul materialismo di Schopenhauer, come parte di un'opera di vari autori sull'eredità dell'illuminismo.
Del 1983 è una sua Introduzione alla lettura del Saggio sull'intelletto umano di Locke. Il libro concepito con finalità didattiche è stato il secondo lavoro su Locke dello studioso.
Dal 1981 al 1988 Pacchi tornò allo studio della filosofia di Thomas Hobbes. Il primo indizio dei suoi rinnovati interessi su questo argomento è un contributo che ha dato al Congresso Internazionale su "Coscienza civile ed esperienza religiosa nell'Europa Moderna". Possiamo percepire qui uno spostamento degli interessi dello studioso italiano verso il ruolo della religione sulla filosofia politica matura dell'autore del Leviatano. Pacchi pubblicò poco dopo, un contributo in omaggio a Mario Dal Pra intitolato Hobbes e il Dio delle cause. Durante questo periodo, Pacchi è autore di numerosi lavori su Hobbs, tra cui Filosofia e Teologia a Hobbes, Hobbes e la Potenza di Dio, Hobbes e la Teologia, Alcune linee guida nella teologia di Hobbes, Hobbes e filologia biblica al servizio dello stato.
Prima di morire Pacchi lavorava all'apparato di note e all'introduzione per una nuova traduzione italiana del Leviatano, ma non riuscì a concludere il lavoro.

### Metodologia
Il metodo di ricerca seguito da Pacchi nei suoi studi fu descritto così da Mario Dal Pra: "la sua indagine si è subito distinta per il riferimento, da una parte, alle grandi correnti dottrinali, e, per l'altra, ad una accurata metodologia filologica, con l'esame di documenti e manoscritti inediti, dai quali trarre elementi precedentemente non considerati e rielaborazioni originali di derivazioni e di connessioni storiche." . Pacchi applicò questo approccio metodologico alla storia della filosofia nella sua recensione del libro di Raymond Polin che ha criticato il valore della fede religiosa sulle concezioni di Hobbes. In primo luogo, elogia il modo in cui l'autore francese collega la concezione meccanica della natura di Hobbes alla sua filosofia politica. Nella stessa recensione, Pacchi mostrò una certa perplessità sull'interpretazione "liberale" di quella stessa filosofia. Pacchi insistette anche sulla necessità che lo storico della filosofia sia “imparziale” rispetto alle sue fonti. Pacchi sottolineò l'approccio "equo", descrivendo un errore logico nelle conclusioni di Polin: l'autore francese cita le stesse fonti e gli stessi argomenti, ma raggiunge conclusioni diverse.